# Мъже в черно 2
„Мъже в черно 2“ (на английски: Men in Black II) е американска комедия от 2002 г., на режисьора Бари Зоненфелд. Премиерата на филма е на 5 юли 2002 г.

## Сюжет
Внимание:  Текстът по-долу разкрива сюжета на произведението (или части от него)!
Агент Джей връща паметта на бившия си бизнес партньор Кей, за да може с негова помощ да спаси Вселената. През юли 2002 агент Джей е вече топ агент и представител на земните жители при срещите им с неврализиращи партньори, които смятат, че не могат да се справят с работата си, понеже са твърде много емоционално претоварени. Когато го призовават да разследва убийството на извънземния Бен, в пицарията си, сервитьорката Лаура Васкез му казва, че убийците са Сирлийна, изместваща формата, растителна килотянка, която е под формата на модел на бельо на Виктория сикрет, и нейния двуглав слуга Скрад и Чарли. Лора казва, че са търсили нещо, наречено Светлината на Зарта. Агент Джей е силно привлечен от Лаура Васкез и в нарушение на правилата на „мъже в черно“ изобщо не я неврализира, за да изтрие спомените ѝ. Агент Джей открива, че за Светлината на Зарта се знае малко, освен че е изключително мощна. Докато разследва престъплението, се насочва към неговия бивш бизнес партньор и възпитател агент Кей – неврализиран, след като е бил пенсиониран преди пет години и не помни нищо от услугите си в полза на „мъже в черно“. В град Труро (на 157 км от Бостън), щата Масачузетс в Съединените американски щати, където агент Кей сега е началник на градската поща, агент Джей показвайки му истинските им извънземни лица успява да го убеди, че всички негови колеги пощенски служители всъщност са извънземни, скрили се под изкуствена обвивка имитираща човешки кожа, коса и облекли служебно пощенско облекло. Връщайки се в Ню Йорк Сирлийна, която е бизнес партньорка на „мъже в черно“, заедно със Скред / Чарли предприема атака срещу централата на „мъже в черно“, преди неврализацията на агент Кей да може да бъде спряна с помощта на нелегален деневрализатор, който Джек Джибс съхранява под пода на къщата си в складово помещение. Агент Кей възвръща спомените си, но си спомня, че преди години той се е неврализирал специално, за да изтрие онова, което е знаел за Светлината на Зарта и тези спомени все още не са се върнали в паметта му. Като предпазна мярка той оставя редица улики. В пицарията намират ключ от шкафче. Агент Джей и агент Кей се страхуват за безопасността на Лаура Васкез и затова я крият от извънземните гигантски червеи. Ключът отваря шкафче в Гранд Централ Стейшън на о-в Манхатън в Ню Йорк, където общество от малки извънземни, почитащи агент Кей като свое божество, пазят най-свещените си реликви: ръчния часовник на агент Кей и членската му карта от магазин за видеокасети. В магазина, докато агентите Джей и Кей гледат измислена история за Светлината на Зарта, Агент Кей си спомня за Лаурана – кралица на Зарта, която отдавна е поверила на „мъже в черно“ да защитят Светлината на Зарта от чудовище, което се опитва да унищожи тази светлина. Сирлийна последва извънземната кралица Лаура Васкез на Земята и я убива. След като успешно е скрил светлината на Зарта, скърбящият агент Кей е неврализирал сам себе, опитвайки се по този начин да погребе тъгата си и да гарантира, че никой никога няма да разкрие скривалището му. Агент Кей все още не може да си спомни къде я е скрил, нито как всъщност изглежда Светлината на Зарта. Мислейки си, че това може да е гривната на Лаура Васкез, той си спомня само, че скоро трябва да се върне на планетата Зарта, в противен случай и Земята, и Зарта ще бъдат унищожени. В апартамента на гигантските извънземни червеи те откриват, че Лаура Васкез е пленена от Сирлийна. С помощта на извънземните гигантски червеи те контраатакуват централата на „мъже в черно“ и освобождават кралица Лаура Васкез и останалите агенти. Серлийна се опитва да отмъсти, като ги преследва с космически кораб през Ню Йорк, но е изядена от Джеф - гигантски извънземен червей, който живее в тунелите на метрото в Ню Йорк. Гривната на Лаура Васкез води агентите Джей и Кей до покрива на небостъргач, където извънземен кораб стои в готовност да транспортира Светлината на Зарта до планетата, откъдето тази светлина е пристигнала. Агент Кей открива, че кралицата Лаура Васкез от планетата Зарта му е дъщеря и че тя също носи в себе си Светлината на планетата Зарта. Агент Кей убеждава агент Джей и Лаура Васкез - кралица на Зарта, че е нужно извънземната кралица да отиде на планетата Зарта, за да спаси планетите Зарта и Земя от унищожение. Сирлийна е погълнала Джеф и е приела външно неговата форма и се опитва да грабне издигащия се извънземен кораб, в който е Лорийн Васкез, но агент Джей и агент Кей успяват да взривят Сирлийна. Тъй като всички жители на Ню Йорк току-що са станали неволни свидетели на тази битка в небето над огромния град, агент Кей активизира гигантски неврализатор, който е разположен във факела на Статуята на свободата (открита на 28 октомври 1886, висока 46 м и разположена на 55-метров монумент на о-в Либерти край устието на река Хъдсън) в Ню Йорк и всички те напълно забравят, че са наблюдавали на живо необичайното фантастично събитие.  

## Актьорски състав
| Актьор            | Роля           |
| ----------------- | -------------- |
| Томи Лий Джоунс   | агент Кей (K)  |
| Уил Смит          | агент Джей (J) |
| Рип Торн          | Зит            |
| Лара Флин Бойл    | Сирлийна       |
| Тони Шалуб        | Джек Джибс     |
| Джони Ноксвил     | Скред / Чарли  |
| Розарио Доусон    | Лаура Васкез   |
| Патрик Уорбертън  | агент Ти (T)   |
| Джак Келер        | Бен            |
| Дейвид Крос       | Нютън          |
| Майкъл Джаксън    | агент М (M)    |
| Майкъл Байли Смиф | Крипи          |
| Дерек Мирс        | Маш Тендрилс   |

## Дублажи

### bTV(2011)
| Преводач            | Илияна Йорданова                                                                       |
| Режисьор на дублажа | Албена Павлова                                                                         |
| Тонрежисьор         | Наско Кашаров                                                                          |
| Озвучаващи артисти  | Елена Русалиева Петър Върбанов Христо Чешмеджиев Тодор Георгиев Стефан Сърчаджиев-Съра |

### Доли Медия Студио /НТВ/ (2017)
| Преводач            | Илияна Йорданова                                                       |
| Режисьор на дублажа | Антонина Иванова                                                       |
| Озвучаващи артисти  | Татяна Захова Таня Димитрова Илиян Пенев Камен Асенов Стефан Димитриев |